# Stephanie Lose
Stephanie Lose, née le 14 décembre 1982 à Løgumkloster (en) (Danemark), est une femme politique danoise, membre de Venstre, dont elle est élue vice-présidente en 2021. Présidente du conseil régional du Danemark du Sud à partir de 2015, elle quitte son poste le 9 mars 2023, lors de sa nomination en tant que ministre sans portefeuille, ministre des Affaires économiques par intérim. Elle devient ministre des Affaires économiques de plein exercice en novembre de la même année.

## Biographie

### Enfance et formation
Stéphanie Lose grandit à la campagne dans le sud du Jutland. Elle est originaire de Løgumkloster, où ses parents vivent toujours. À l'époque, son père travaille dans les forces armées et sa mère dans une maison de retraite. Elle lit énormément et est une très bonne élève.
Elle fréquente le lycée Tønder Gymnasium, dont elle sort diplômée en 2001.
En 2006, elle obtient un master en économie à l'université du Danemark du Sud,.

### Carrière professionnelle
En 2006, elle devient analyste macro au sein du Jyske Markets à Silkeborg, dans le Jutland.
Entre 2007 et 2010, elle occupe le poste de conseillère en investissement et en devises au sein de Jyske Bank, à Esbjerg.
Puis, de 2010 à 2015, elle est professeure assistante à Erhvervsakademie SydVest, un établissement d'études supérieures d'Esbjerg.

### Carrière politique
Stéphanie Lose est membre de Venstre depuis l'âge de 14 ans.
À partir de 2006, elle devient membre du conseil régional du Danemark du Sud, qu'elle ne quittera que lors de son entrée au gouvernement en 2023.
Entre 2010 et 2013, elle est présidente du comité d'innovation et du comité de structure hospitalière de la région du Danemark du Sud.
Entre 2014 et 2015, elle est présidente du comité de développement régional de la région du Danemark du Sud.
Entre 2015 et 2023, elle est présidente du conseil régional du Danemark du Sud,,.
En 2021, elle est élue vice-présidente de Venstre.
Le 9 mars 2023, elle est nommée ministre sans portefeuille, ministre des Affaires économiques par intérim. Elle demande un congé de son poste de présidente du conseil régional du Danemark du Sud afin de pouvoir assurer l'intérim du ministre de l'Économie pendant le congé maladie de Jakob Ellemann-Jensen, ministre de la Défense, dont le poste a alors été confié à Troels Lund Poulsen.
En novembre 2023, elle devient ministre des Affaires économiques de plein exercice.

### Vie privée
Stéphanie Lose est mariée à Jakob Lose, un directeur informatique qui siège au conseil municipal de la municipalité d'Esbjerg, où il est président du comité de la culture et des loisirs de la ville,,. Ensemble, ils ont deux filles, Mie et Sofie.